# Bob Seger

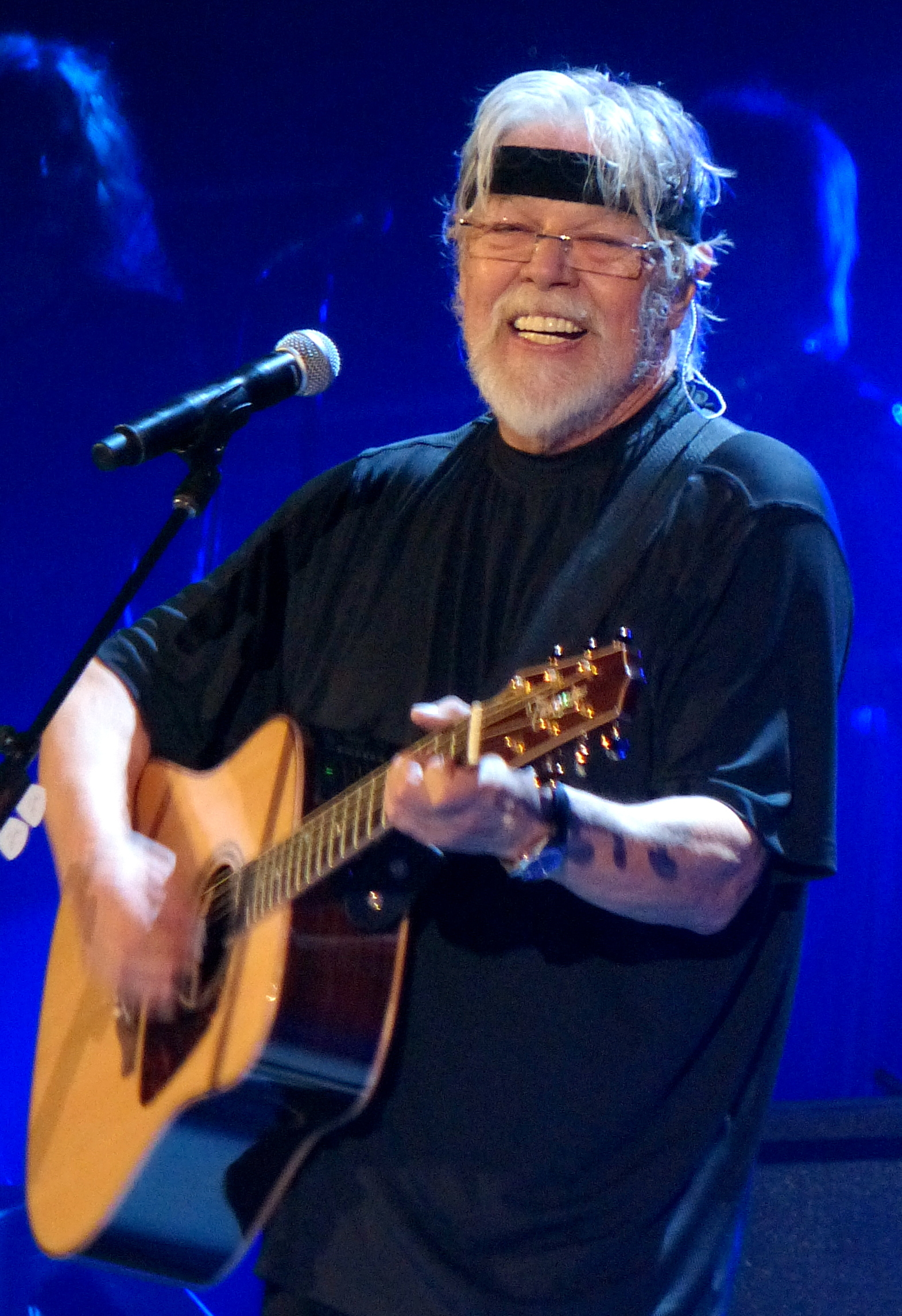
Bob Seger (2013)

Robert Clark „Bob“ Seger (* 6. Mai 1945 in Detroit, Michigan) ist ein US-amerikanischer Rockmusiker, der mit Titeln wie Still the Same, We’ve Got Tonight, Old Time Rock and Roll und Shakedown seine größten Erfolge in den 1970er und 1980er Jahren hatte.

## Leben
Seger wurde 1945 in Detroit als Sohn eines Fabrikarbeiters geboren, der musizierte und Mitglied einer Band war. So kam er schon früh mit den Instrumenten seines Vaters, Klarinette, Gitarre und Klavier in Berührung. Als Bob zehn Jahre alt war, trennte sich sein Vater von seiner Mutter, und der Lebensstandard der Familie wandelte sich rasch von gutbürgerlich zu ärmlich. Die Familie lebte gemeinsam in einer Einzimmerwohnung. Seger war drei Mal verheiratet, darunter mit der Schauspielerin Annette Sinclair. Er hat zwei Kinder.

## Musikalische Karriere

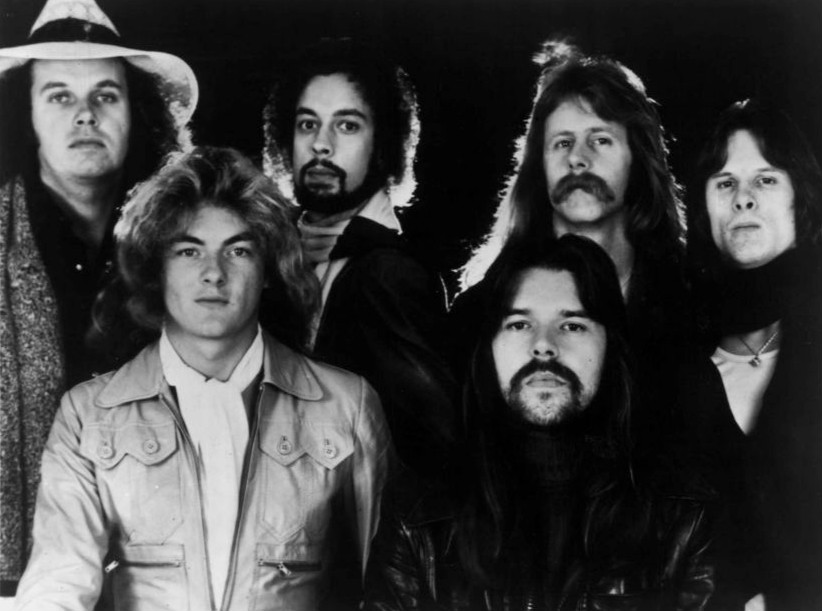
Bob Seger (vorne rechts) mit der Silver Bullet Band (1977)

Seger wurde mit 15 Jahren Mitglied einer Band, The Decibels, und schrieb im Alter von 16 Jahren sein erstes Lied: The Lonely One. Bis 1968 hatte er bereits fünf Top-Ten-Singles auf Detroits Musikmarkt, und der Titelsong des Albums Ramblin' Gamblin' Man erreichte national Platz 17 der Single-Charts. In Detroit verkaufte er in jener Zeit bereits mehr Platten als die Beatles und trat an drei Abenden in der Woche mit seiner Band in Bars und Clubs auf.
Nachdem er 1969 ein Jahr pausiert hatte, mit dem Vorhaben, seinen College-Abschluss zu machen, hatte Seger 1976 mit seinen Alben Live Bullet und Night Moves großen Erfolg auf nationaler Ebene. Nachdem diese beiden Alben mit Platin ausgezeichnet worden waren, setzte Seger seinen Erfolg in den nächsten zwanzig Jahren mit sieben Top-Ten-Alben fort. In dieser Zeit veröffentlichte er seine Alben bis zu It's A Mystery (1995) unter dem Namen Bob Seger & the Silver Bullet Band.
Obwohl er bis Mitte der 1970er Jahre hauptsächlich härtere Rockmusik spielte, waren Segers größte Hits Balladen (beispielsweise Still the Same, We’ve Got Tonight, Against the Wind, You'll Accomp'ny Me). Er selbst sagte, dass man mit Balladen vielfach größeren Ausdruck vermitteln kann, als durch Rock: „Writing rock is too limiting. I have ten times as much freedom writing ballads.“ Mit dem Lied Shakedown, das zur Filmmusik von Beverly Hills Cop II gehört, gelang ihm in den späten 1980er Jahren ein weiterer sehr erfolgreicher Charthit.
Im März 2004 wurde Bob Seger gemeinsam mit Rockgrößen wie Prince und Jackson Browne in die Rock and Roll Hall of Fame aufgenommen. Auf dem 2005 erschienenen Album Seventeen Days der Band 3 Doors Down hatte Seger einen Gastauftritt bei Landing in London. Im September 2006 wurde das Album Face the Promise veröffentlicht. Aufgrund des Erfolgs des Albums in den USA (Charteinstieg auf Platz 4) und des Drängens seiner Kinder beschloss Seger, wieder auf Tour zu gehen. Die Tournee ging von Dezember 2006 bis März 2007 und war ein großer Erfolg. Mit ca. 50 Konzerten erreichte Seger ca. 800.000 Fans live, alle Tourdaten galten als ausverkauft.
Im November 2009 wurde das Album Early Seger Vol.1 veröffentlicht, auf dem vier unveröffentlichte Songs und eine Zusammenstellung älterer Titel enthalten sind, die remastert und remixt wurden. Im Oktober 2014 erschien das Album Ride Out, das in zwei Versionen mit zehn beziehungsweise 13 Titeln erhältlich ist. Es enthält unter anderem die bereits auf der 2013er US-Tour gespielten Titel Detroit Made (vorab als Single veröffentlicht), California Stars und All the Roads. 2014/2015 sowie 2017 tourte Seger noch einmal erfolgreich durch die USA und Kanada, musste die letzte Tour jedoch wegen gesundheitlicher Beschwerden abbrechen. Am 17. November 2017 brachte er das Studioalbum I Knew You When, das sich seit 1991 erstmals auch wieder in den Deutschen und Schweizer Albumcharts platzieren konnte, wo es den 74. bzw. 87. Platz erzielte. Bob Seger kann auf zahlreiche Platin-Alben, 19 Top-40-Singles, fast eine Million verkaufte Konzerttickets während seiner Tour im Jahr 1996 und weltweit fast 50 Millionen verkaufte Musikalben zurückblicken.

## Diskografie
Studioalben

| Jahr                                   | Titel                 | Höchstplatzierung, Gesamtwochen, AuszeichnungChartplatzierungen (Jahr, Titel, Platzierungen, Wochen, Auszeichnungen, Anmerkungen) | Höchstplatzierung, Gesamtwochen, AuszeichnungChartplatzierungen (Jahr, Titel, Platzierungen, Wochen, Auszeichnungen, Anmerkungen) | Höchstplatzierung, Gesamtwochen, AuszeichnungChartplatzierungen (Jahr, Titel, Platzierungen, Wochen, Auszeichnungen, Anmerkungen) | Höchstplatzierung, Gesamtwochen, AuszeichnungChartplatzierungen (Jahr, Titel, Platzierungen, Wochen, Auszeichnungen, Anmerkungen) | Höchstplatzierung, Gesamtwochen, AuszeichnungChartplatzierungen (Jahr, Titel, Platzierungen, Wochen, Auszeichnungen, Anmerkungen) | Anmerkungen                              |
| Jahr                                   | Titel                 | DE | AT | CH | UK | US | Anmerkungen                              |
| -------------------------------------- | --------------------- | --- | --- | --- | --- | --- | ---------------------------------------- |
| als The Bob Seger System               |                       | | | | | |                                          |
|                                        |                       | | | | | |                                          |
| 1969                                   | Ramblin’ Gamblin’ Man | — | — | — | — | US62 (10 Wo.)US | Erstveröffentlichung: Januar 1969        |
| 1969                                   | Noah                  | — | — | — | — | — | Erstveröffentlichung: September 1969     |
| 1970                                   | Mongrel               | — | — | — | — | US171 (4 Wo.)US | Erstveröffentlichung: August 1970        |
| als Bob Seger                          |                       | | | | | |                                          |
|                                        |                       | | | | | |                                          |
| 1971                                   | Brand New Morning     | — | — | — | — | — | Erstveröffentlichung: Oktober 1971       |
| 1972                                   | Smokin’ O.P.’s        | — | — | — | — | US180 (11 Wo.)US | Erstveröffentlichung: August 1972        |
| 1973                                   | Back in ’72           | — | — | — | — | US188 (6 Wo.)US | Erstveröffentlichung: Januar 1973        |
| 1974                                   | Seven                 | — | — | — | — | — | Erstveröffentlichung: März 1974          |
| 1975                                   | Beautiful Loser       | — | — | — | — | US131 ×2Doppelplatin · (18 Wo.)US                                                                                                 | Erstveröffentlichung: 12. April 1975     |
| als Bob Seger & The Silver Bullet Band |                       | | | | | |                                          |
|                                        |                       | | | | | |                                          |
| 1976                                   | Night Moves           | — | — | — | — | US8 ×6Sechsfachplatin · (88 Wo.)US                                                                                                | Erstveröffentlichung: 22. Oktober 1976   |
| 1978                                   | Stranger in Town      | DE28 (17 Wo.)DE | — | — | UK31 Gold · (5 Wo.)UK | US4 ×6Sechsfachplatin · (110 Wo.)US                                                                                               | Erstveröffentlichung: 5. Mai 1978        |
| 1980                                   | Against the Wind      | DE17 (27 Wo.)DE | — | — | UK26 (6 Wo.)UK | US1 ×5Fünffachplatin · (110 Wo.)US                                                                                                | Erstveröffentlichung: 27. Februar 1980   |
| 1982                                   | The Distance          | DE16 (18 Wo.)DE | AT19 (2 Wo.)AT | — | UK45 (10 Wo.)UK | US5 Platin · (39 Wo.)US | Erstveröffentlichung: 13. Dezember 1982  |
| 1986                                   | Like a Rock           | DE53 (6 Wo.)DE | AT30 (2 Wo.)AT | CH17 (6 Wo.)CH | UK35 (6 Wo.)UK | US3 Platin · (62 Wo.)US | Erstveröffentlichung: 14. April 1986     |
| 1991                                   | The Fire Inside       | DE23 (12 Wo.)DE | AT33 (5 Wo.)AT | CH14 (8 Wo.)CH | UK54 (2 Wo.)UK | US7 Platin · (29 Wo.)US | Erstveröffentlichung: 27. August 1991    |
| 1995                                   | It’s a Mystery        | — | — | — | UK76 (1 Wo.)UK | US27 Gold · (24 Wo.)US | Erstveröffentlichung: 24. Oktober 1995   |
| als Bob Seger                          |                       | | | | | |                                          |
|                                        |                       | | | | | |                                          |
| 2006                                   | Face the Promise      | — | — | — | — | US4 Platin · (27 Wo.)US | Erstveröffentlichung: 12. September 2006 |
| 2014                                   | Ride Out              | — | — | — | — | US3 (11 Wo.)US | Erstveröffentlichung: 14. Oktober 2014   |
| 2017                                   | I Knew You When       | DE74 (1 Wo.)DE | — | CH87 (1 Wo.)CH | — | US25 (4 Wo.)US | Erstveröffentlichung: 17. November 2017  |

grau schraffiert: keine Chartdaten aus diesem Jahr verfügbar